# Jean-Baptiste-Louis Gresset
Jean-Baptiste-Louis Gresset (29 de agosto de 1709 – 16 de junho de 1777) foi um poeta e dramaturgo francês, conhecido pelo seu poema Vert-Vert.

## Vida
Gresset nasceu em Amiens. Durante os últimos vinte e cinco anos da sua vida, lamentou a frivolidade da sua juventude, que lhe permitiu produzir o seu mais famoso poema. Foi criado e educado pelos Jesuítas de Amiens. Aceite como noviço aos dezassete anos, foi enviado para estudar no Colégio Louis le Grand, em Paris. Quando completou o seu curso, foi nomeado, aos dezanove anos, mestre assistente de um colégio de Rouen.
Gresset publicou Vert-Vert em Rouen, em 1734. É uma divertida história de um papagaio, que fazia as delícias de um convento e que só papagueava orações e desejos piedosos, e de como foi enviado para outro convento, como visitante, para agradar às freiras. A caminho do seu novo poiso, o papagaio encontra más companhias, esquece a linguagem conventual e, à chegada, choca as irmãs com um chorrilho de palavrões. Em desgraça, é devolvido à procedência, onde lhe voltam a ensinar a falar latim no meio de grandes atenções, a ponto de acabar por morrer de indigestão. O tratamento do assunto, a atmosfera que o rodeia e a delicadeza com que são apresentados os costumes das freiras, os seus pequenos ciúmes e insignificantes preocupações, apanha o leitor inteiramente de surpresa. O poema é incomparável, mesmo entre os contes en vers franceses.
Jean-Baptiste-Louis Gresset, tendo ganho fama, deixa Rouen para se dirigir a Paris, onde encontra guarida no mesmo sótão que o havia acolhido quando menino no Colégio Louis le Grand, e aí escreve o seu segundo poema, La Chartreuse, a que se seguiu Carême Impromptu, Lutrin Vivant e Les Ombres. Pouco demorou para chegarem queixas aos padres que o acolhiam sobre o carácter licencioso dos seus versos, embora a verdadeira causa das reclamações fosse o ridículo que Vert-Vert parecia lançar sobre a comunidade religiosa e tendência anticlerical dos outros poemas. Gresset foi transferido para o colégio dos Jesuítas de La Fleche e pouco depois (30 de setembro de 1735) deixou a Ordem sem ser ordenado sacerdote. Gresset, que nunca vivera sozinho, ficou devastado e escreveu um tocante Adieux aux Jésuites.
Foi para Paris em 1740, e ali escreveu Edouard III, uma tragédia (1740) e Sidnei (1745), uma comédia. A estes seguiram-se Le Méchant, considerado por Ferdinand Brunetière como a melhor comédia em verso francesa do século XVIII, superando até Métromanie de Alexis Piron. Gresset foi admitido na Academia francesa em 1748. Depois do seu casamento, em 1751, com a filha de um antigo presidente da câmara de Amiens, foi morar nessa cidade, onde deu continuidade às suas atividades literárias no âmbito da "Académie d'Amiens", que fundou. No final da vida, debatendo-se com uma crise moral e religiosa, repudiou as suas obras mais frívolas da juventude. Morreu em Amiens no dia 16 de junho de 1777.

## Obras
- 1734: Vert-Vert, histoire d'un perroquet de Nevers
- 1734: Le Carème impromptu
- 1734: Le Lutrin vivant
- 1734: La Chartreuse
- 1734: Ombres
- 1740: Édouard III, tragédia
- 1745: Sidney, drama em verso
- 1747: Le Méchant, comédia em 5 atos, em verso
- 1810: Le Parrain magnifique, poema em 10 cânticos
- Correspondance avec Frédéric le Grand[1]